# Sphallerocarpus gracilis
Sphallerocarpus es un género monotípico de planta herbácea perteneciente a la familia Apiaceae. Su única especie: Sphallerocarpus gracilis es originaria de Asia.

## Descripción
Es una planta herbácea que alcanza un tamaño de 50-120 cm de altura. Raíz tuberosa o cónica. Tallos pubescentes algo blanco hacia la base, casi glabros arriba. Hojas basales caducas. Las caulinares son pecioladas, con pecíolos de 1-7 cm, vainas marrones, margen scarioso. Rayos 6-13, 2-4 cm, desiguales; bractéolas 5, a largo ovadas a lanceoladas amplias, 1.5 hasta 2.5 × 1.2 mm, pubescentes. Pedicelos 2-6 mm, desigual. Pétalos de. 1,2 × 1 mm. Fruto 4-7 × 1,5-2 mm. Fl. y fr. Julio-octubre

## Distribución y hábitat
Se encuentra en la montaña, en tierras cultivables, solitarias, a una altitud de 500-2800 metros en Gansu, Hebei, Heilongjiang, Jilin, Liaoning, Mongolia Interior, Qinghai, Shanxi, Sichuan, Xinjiang, Japón, Mongolia, Rusia (Siberia).

## Propiedades
Esta especie ha reputado valor medicinal (en Qinghai).

## Taxonomía
Sphallerocarpus gracilis fue descrita por (Besser ex Trevir.) Koso-Pol. y publicado en Bulletin de la Société Impériale des Naturalistes de Moscou, n.s. 29: 202. 1915.
sinonimia
- Chaerophyllum cyminum Trevir.
- Chaerophyllum gracile Besser ex Trevir.
- Conopodium cyninum Benth. & Hook.f.
- Sphallerocarpus cyminum Besser ex DC.	[4]